# Hidden Star in Four Seasons
Hidden Star in Four Seasons (東方天空璋 〜 Hidden Star in Four Seasons?) è un videogioco sviluppato e pubblicato nel 2017 da Team Shanghai Alice. Sedicesimo titolo della serie Touhou Project, preceduto da Legacy of Lunatic Kingdom, il videogioco è stato annunciato il 20 aprile e distribuito l'11 agosto dello stesso anno. Da novembre il gioco è stato reso disponibile su Steam.

## Modalità di gioco
Nel gioco sono presenti quattro personaggi, ognuno di questi rappresentante di una stagione:
- Reimu Hakurei, primavera
- Cirno, estate
- Aya Shameimaru, autunno
- Marisa Kirisame, inverno

In questo capitolo vengono introdotti i "punti stagione", sulla falsariga dei punti ciliegio di Perfect Cherry Blossom, punti che servono a riempire la "barra stagione" che permette di utilizzare uno speciale attacco-bomba in grado di ripulire lo schermo dai proiettili nemici; questi punti vengono ottenuti con il graze dei danmaku.
Alla selezione del personaggio è possibile scegliere una stagione ulteriore, rappresentata dai proiettili sparati dall'eroina, permettendo ben sedici combinazioni di tipologia di sparo (superando persino le dodici combinazioni disponibili di Imperishable Night).
Non sono più presenti i frammenti vita, introdotti in Ten Desires; per ottenere nuove vite il giocatore deve raggiungere certe soglie di punteggio, come nei primi capitoli di Touhou Project.